# Kazimierów (Mazovie)
Pour les articles homonymes, voir Kazimierów.
Kazimierów (prononciation : [kaʑiˈmjɛruf]) est un village polonais de la gmina de Halinów dans le powiat de Mińsk de la voïvodie de Mazovie dans le centre-est de la Pologne.

## Histoire
De 1975 à 1998, le village appartenait administrativement à la voïvodie de Varsovie.